# Eucatephia muscosa
Eucatephia muscosa är en fjärilsart som beskrevs av George Francis Hampson 1926. Eucatephia muscosa ingår i släktet Eucatephia och familjen nattflyn. Inga underarter finns listade i Catalogue of Life.